# Samtgemeinde Am Dobrock
La comunità amministrativa di Am Dobrock (Samtgemeinde Am Dobrock) era una comunità amministrativa situata nel circondario di Cuxhaven nella Bassa Sassonia, in Germania.
Nel 2016 si fuse con la comunità amministrativa di Land Hadeln

## Suddivisione
Comprendeva 7 comuni:
1. Belum
2. Bülkau
3. Cadenberge
4. Geversdorf
5. Neuhaus (comune mercato)
6. Oberndorf
7. Wingst

Il capoluogo era Cadenberge.